# 문경약돌한우축제
문경약돌한우축제는 경상북도 문경시에서 개최하는 한우 관련 지역 축전이다.